# Klimt 1918
Klimt 1918 est un groupe italien de rock alternatif, originaire de Rome.

## Histoire
Le groupe est formé en 1999 à Rome sur une idée des frères Marco et Paolo Soellner, après la séparation d'Another Day, leur précédent groupe de death metal. La redécouverte par Marco de son amour pour des groupes tels que The Cure, Bauhaus et Joy Division apporte de nouvelles influences au groupe. L'année suivante, après avoir complété le line-up avec Davide Pesola à la basse et Francesco Tumbarello à la guitare, la démo auto-produite Secession Makes Post-Modern Music sort, enregistrée par Giuseppe Orlando, le batteur de Novembre et un ami du groupe. La démo reçoit de bonnes critiques de la presse spécialisée et attire l'attention de My Kingdom Music, un nouveau label discographique indépendant italien, avec lequel le groupe signe un contrat pour deux albums.
Le premier album, Undressed Momento, sort en 2003,. Pendant l'enregistrement, Francesco Tumbarello quitte le groupe et est remplacé par Alessandro Pace, un nom bien connu du metal underground de Rome et un vieil ami des membres du groupe. L'album représente une évolution du son, qui devient plus mélodique et émotionnel, en perdant un peu du son métal, recevant d'excellentes réponses de la presse dans toute l'Europe et atteignant la première position du Top Chart d'Orkus.
Un an plus tard, le groupe signe un nouveau contrat avec le label culte allemand Prophecy Productions et commence à travailler sur le nouvel album. Dopoguerra, sorti en 2005, présente un son plus personnel et reçoit à nouveau des critiques positives de la part de la presse et des critiques,,, et est suivi d'une tournée européenne, la première pour le groupe. Entre septembre et octobre 2006, Alessandro Pace quitte le groupe et est remplacé par Francesco Conte, qui fait ses débuts sur scène le 21 octobre lors du concert célébrant le dixième anniversaire de Prophecy Productions. La suite de Dopoguerra, intitulée Just in Case We'll Never Meet Again (Soundtrack for the Cassette Generation), sort le 20 juin 2008 en Allemagne et les 23 et 24 juin dans le reste du monde et aux États-Unis. Entre mars et avril 2009, Klimt 1918 sort son premier clip officiel, pour le titre Ghost of a Tape Listener. En même temps, ils sortent également la version vinyle du troisième album et un EP de trois morceaux, dont un inédit intitulé Blackeberg 1981.
En décembre 2016, un double album intitulé Sentimentale Jugend sort. En mars 2020, Francesco Conte, d'un commun accord avec les autres membres, quitte le groupe. Il est remplacé par Claudio Spagnuoli, anciennement dans Divenere.

## Membres

### Membres actuels
- Marco Soellner - chant, guitare (depuis 1999)
- Claudio Spagnuoli - guitare (depuis 2020)
- Davide Pesola - basse (depuis 1999)
- Paolo Soellner - batterie (depuis 1999)

### Anciens membres
- Francesco Tumbarello - guitare (2000-2002)
- Alessandro Pace - guitare (2002-2006)
- Francesco Conte - guitare (2006-2020)

## Discographie

### Albums studio
- 2003 : Undressed Momento
- 2005 : Dopoguerra
- 2008 : Just in Case We'll Never Meet Again (Soundtrack for the Cassette Generation)
- 2016 : Sentimentale Jugend

### Démo
- 2000 : Secession Makes Post-Modern Music